# Freyellaster
Freyellaster is een geslacht van zeesterren uit de familie Freyellidae. De wetenschappelijke naam van het geslacht werd in 1918 voor het eerst voorgesteld door Walter Kenrick Fisher.

## Soorten
- Freyellaster fecundus (Fisher, 1905)
- Freyellaster intermedius Hayashi, 1943
- Freyellaster polycnema (Sladen, 1889)
- Freyellaster scalaris (A.H. Clark, 1916)
- Freyellaster spatulifer (Fisher, 1916)